# District de Tân Hưng
Tân Hưng est un district de la province de Long An dans le delta du Mékong au sud du Viêt Nam. 

## Géographie
La superficie du district de Tân Hưng est de 536 km2. 
Le chef lieu du district est Tân Hưng.